# Anomala inopinata
Anomala inopinata är en skalbaggsart som beskrevs av Ohaus 1914. Anomala inopinata ingår i släktet Anomala och familjen Rutelidae. Inga underarter finns listade i Catalogue of Life.